# La Gronsa
La Gronsa és una serra situada entre els municipis d'Arnes i d'Horta de Sant Joan a la comarca de la Terra Alta, amb una elevació màxima de 799 metres.